# Хищни торбести
Хищните торбести (Dasyuromorphia), са разред Двуутробни Бозайници. Както се вижда от името им, почти всички видове са хищни и по пътя на конвергенцията са развили сходен строеж на зъбите като разред Хищници. Теглото им е от 4–5 гр., до около 2 кг. Повечето видове имат плътно и набито тяло и са относително силни за размерите си.

## Разпространение
Срещат се в Австралия, Тасмания и други острови.

## Начин на живот
Водят предимно нощен начин на живот.

## Размножаване
Малките се раждат крайно дребни и неразвити и майката ги доотглежда подобно на другите двуутробни в кожената торба на корема си.

## Допълнителни сведения
След пристигането на европейците в Австралия, числеността им започва рязко да се снижава, защото не могат да издържат конкуренцията на внесените плацентни бозайници, които заемат същата екологична ниша.

## Списък на семействата
- Семейство †Thylacinidae Тасманийски вълци (Тилацин), изчезнали
  - †Тасманийски вълк Thylacinus cynocephalus
- Семейство Dasyuridae Торбести мишки, Торбести котки (72 вида в 20 рода)
  - Подсемейство Dasyurinae Торбести белки
  - Подсемейство Sminthopsinae Торбести мишки
- Семейство Myrmecobiidae Нумбати
  - Нумбат Myrmecobius fasciatus